# Vlag van Oostrum

Vlag van Oostrum

De vlag van Oostrum is de dorpsvlag van het Nederlandse dorp Oostrum, in de Friese gemeente Noardeast-Fryslân. De vlag werd in 1988 geregistreerd.
De dorpsvlaggen van 28 dorpen in Dongeradeel werden op 28 januari 1988 goedgekeurd door de gemeenteraad van de vroegere gemeente Dongeradeel.

## Beschrijving
De beschrijving van de vlag is als volgt:
Geel, een groene vluchtschuinbaan met knobbels, in de broektop een rood liggend blok.
De kleuren zijn afkomstig van het dorpswapen.

## Symboliek

Gouden veld: overgenomen van het wapen van het geslacht Mellema dat bij Oostrum de Mellema State bewoonde.
- Groene schuinbaan: verwijst naar de boomstronk uit het wapen van de familie Mellema.[4]
- Baksteen: staan symbool voor de in 1968 gesloten steenfabriek van Oostrum.[4]